# Rochelle Gilmore
Rochelle Gilmore (Sutherland, 14 december 1981) is een voormalig wielrenster uit Australië. Ze was de oprichter en eigenaar van wielerploeg Wiggle High5.
Gilmore beoefende al op jonge leeftijd verschillende sporten, waarbij de nadruk lag op BMX'en en Surf lifesaving. Omdat deze sporten op dat moment nog geen Olympische sporten waren, begon Gilmore met wielrennen. Bij de dames junioren lag de focus van Gilmore op het baanwielrennen, en met succes. In 1999 won ze een zilveren medaille op het wereldkampioenschap baanwielrennen voor dames junioren. Ook in haar seniorentijd behaalde Gilmore goede resultaten op de wielerbaan. Ze won onder meer verschillende wereldbekerwedstrijden, nationale titels, tweemaal een zilveren medaille op het wereldkampioenschap baanwielrennen en twee keer zilver op de Gemenebestspelen.
Na de Gemenebestspelen van 2006 ging Rochelle Gilmore zich richten op het wegwielrennen. Ook in deze discipline van de wielersport wist Gilmore mooie resultaten te behalen. Zo won ze een wereldbekerwedstrijd in Geelong, twee ritten in de Ronde van Italië en de wegwedstrijd op de Gemenebestspelen van 2010.
Gilmore heeft haar eigen merk wielerkleding, genaamd RMGsports. Ze was eigenaar van de door haarzelf in 2013 opgerichte Britse ploeg Wiggle Honda (met o.a. tweevoudig wereldkampioene Giorgia Bronzini), waar ze de eerste twee jaren ook als rensters actief was totdat ze eind 2014 haar fiets aan de wilgen hing. Daarnaast richtte ze in 2015 de Australische opleidingsploeg voor vrouwen High5 Dream Team op. Verder treedt ze ook regelmatig op als commentator van vrouwenwedstrijden.

## Belangrijkste resultaten

### Baanwielrennen
1999
- Wereldkampioenschap baanwielrennen, Puntenkoers, Junior Dames
- Oceania Games, Puntenkoers

2002
- Wereldkampioenschap baanwielrennen, Scratch
- 2e Wereldbeker Moskou, Scratch
- 1e Wereldbeker Sydney, Teamsprint (met Rosealee Hubbard en Kerrie Meares)
- Gemenebestspelen, Puntenkoers

2003
- Wereldkampioenschap baanwielrennen, Scratch
- 2e Wereldbeker Sydney, Scratch
- Australisch kampioenschap, Scratch
- Australisch kampioenschap, Puntenkoers
- Australisch kampioenschap, Keirin
- 2e Wereldbeker Kaapstad, Teamsprint

2004
- Australisch kampioenschap, Scratch

2005
- Oceania Games, Puntenkoers
- Oceania Games, Scratch
- 1e Wereldbeker Sydney, Puntenkoers
- Australisch kampioenschap Scratch
- Australisch kampioenschap, Puntenkoers

2006
- Gemenebestspelen, Puntenkoers

2007
- Australisch kampioenschap Scratch

### Wegwielrennen
2001
- 1e in 2e etappe deel b Ronde van Italië voor vrouwen
- 3e in Canberra Women's Classic
- 1e in GP Carnevale d'Europa
- 18e in Eindklassement UCI Road Women World Cup

2002
- 1e in 2e etappe Jayco Bay Cycling Classic
- 1e in 4e etappe Jayco Bay Cycling Classic
- Eindklassement Jayco Bay Cycling Classic
- 2e in WB-wedstrijd Australia World Cup
- 1e in 5e etappe Tour de Snowy
- 5e in Eindklassement UCI Road Women World Cup

2003
- 1e in 8e etappe Ronde van Italië voor vrouwen
- 1e in 1e etappe Geelong Tour
- 3e in WB-wedstrijd Primavera Rosa
- 3e in Tjejtrampet
- 3e in Sparkassen Giro Bochum
- 2e in 2e etappe Holland Ladies Tour
- 8e in Eindklassement UCI Road Women World Cup

2004
- 1e in 4e etappe Jayco Bay Cycling Classic

2005
- 1e in WB-wedstrijd Australia World Cup
- 2e in GP Liberazione
- 2e in WB-wedstrijd Rund um die Nürnberger Altstadt

2006
- 1e in 2e etappe Geelong Tour

2007
- 2e in Gran Prix International Dottignies
- 2e in Drentse 8 van Dwingeloo
- 1e in 3e etappe Tri-Peaks Challenge
- 1e in 1e etappe Route du France Féminine
- 1e in Noosa International Criterium
- Kampioenschap van Oceanië
- 1e in Surfers Paradise

2008
- 3e in Drentse 8 van Dwingeloo
- 2e in GP Liberazione
- 1e in 1e etappe Tour de Prince Edward Island
- 1e in 3e etappe Tour de Prince Edward Island
- 1e in 5e etappe Tour de Prince Edward Island
- 1e in Criterium Sparkassen Giro
- 2e in Sparkassen Giro Bochum
- 1e in Ridderronde Maastricht

2009
- Kampioenschap van Oceanië
- 1e in 1e etappe Tour of New Zealand
- 1e in 2e etappe Tour of New Zealand
- 2e in Ronde van Gelderland
- 2e in GP Stad Roeselare
- 1e in Omloop Door Middag-Humsterland WE
- 2e in GP Carnevale d'Europa
- 1e in Sparkassen Giro Bochum
- 2e in Rund um die Nürnberger Altstadt

2010
- 1e in 1e etappe Bay Cycling Classic
- 1e in 2e etappe Jayco Bay Cycling Classic
- 1e in 4e etappe Jayco Bay Cycling Classic
- eindklassement Jayco Bay Cycling Classic
- 2e in Ronde van Gelderland
- 2e in Omloop van Borsele
- 3e in Eindklassement Tour of Chongming Island
- 2e in GP Carnevale d'Europa
- Gemenebestspelen

2011
- 1e in 1e etappe Bay Cycling Classic
- 1e in 3e etappe Jayco Bay Cycling Classic
- eindklassement Jayco Bay Cycling Classic
- 1e in 1e etappe Ladies Tour of Qatar
- 3e in Ronde van Gelderland

## Ploegen
- 2001 - autotrader.com
- 2003 - Ausra Gruodis Safi
- 2004 - Team S.A.T.S.
- 2005 - Safi-Pasta Zara-Manhattan
- 2006 - Safi-Pasta Zara-Manhattan
- 2007 - Menikini-Selle Italia-Gysko
- 2008 - Menikini-Selle Italia-Master Colors
- 2009 - HP-Teschner
- 2009 - Lotto-Belisol Ladiesteam
- 2010 - Lotto Ladiesteam
- 2011 - Lotto-Honda Team
- 2012 - Faren-Honda Team
- 2013 - Wiggle Honda
- 2014 - Wiggle Honda